# Володимир Білоусов
Володимир Володимирович Бєлоусов (рос. Влади́мир Влади́мирович Белоу́сов) (30 жовтня [17 жовтня] 1907 р. у Москві — 25 грудня 1990 р.) — радянський вчений-землезнавець і видатний прихильник альтернатив теоріям тектоніки плит і спредингу, поширених  протягом періоду 20-го століття, коли дебати на ці теми були найбільш інтенсивними.
Бєлоусов був завідувачем відділу геодинаміки Інституту фізики Землі в Москві (з 1944), членом-кореспондентом Академії наук Радянського Союзу (з 1953), професором Московського геологічного інституту. (з 1943) і МДУ (з 1953). З 1960 по 1963 рік Бєлоусов був президентом Міжнародного союзу геодезії і геофізики (IUGG). Він також був іноземним членом Лондонського геологічного товариства.
У 1942 році він висунув теорію про те, що матеріал Землі поступово диференціювався відповідно до своєї густини, щоб створити теперішню внутрішню структуру Землі, і що цей поступовий рух є основною причиною рухів земної кори.
Протягом 1960-х років він очолював три експедиції до Східно-Африканського рифту для вивчення структури континенту та мантії Землі. Ці подорожі підживили його ідею про те, що континентальна кора була перетворена на океанічну кору поширеними процесами за участю основних магм.
Хоча його теорії були остаточно відкинуті науковою спільнотою, він був важливою фігурою в розвитку наук про Землю в Радянському Союзі після Другої світової війни.